# Ylva Nowén
Ylva Hjördis Sofia Nowén (Östersund, 5 gennaio 1970) è un'ex sciatrice alpina svedese specialista dello slalom speciale.
Pur non raggiungendo i risultati delle connazionali Anja Pärson e Pernilla Wiberg è stata una dei punti di forza della nazionale svedese durante tutti gli anni 1990 e i primi anni del decennio successivo; in carriera ha ottenuto quattro successi in Coppa del Mondo e una Coppa del Mondo di slalom speciale, tutti conquistati nella stagione 1997-1998.

## Biografia

### Stagioni 1987-1995
La Nowén, originaria di Frösön, debuttò in campo internazionale in occasione dei Mondiali juniores di Hemsedal/Sälen 1987; in Coppa del Mondo ottenne il suo primo piazzamento di rilievo il 14 marzo 1990 a Klövsjö (12ª in slalom gigante) e nella stessa stagione in Coppa Europa si classificò al 3º posto nella classifica di slalom gigante.
Ai XVI Giochi olimpici invernali di Albertville 1992, suo esordio olimpico, fu 21ª nello slalom speciale e non concluse lo slalom gigante. Anche due anni dopo, ai XVII Giochi olimpici invernali di Lillehammer 1994, non completò lo slalom gigante, mentre quell'anno in Coppa Europa si classificò nuovamente 3ª nella classifica di slalom gigante. Nella stagione successiva della coppa continentale fu 2ª nella classifica generale.

### Stagioni 1996-1998
Esordì ai Campionati mondiali a Sierra Nevada 1996, classificandosi 15ª nello slalom speciale e non completando lo slalom gigante; l'anno dopo, nella rassegna iridata di Sestriere, gareggiò nelle medesime specialità ma in entrambi i casi non terminò la gara.
Nella stagione 1997-1998 la Nowén raggiunse l'apice della sua carriera. In Coppa del Mondo, dopo essere salita per la prima volta sul podio il 24 ottobre a Tignes in slalom parallelo (2ª), conquistò nel volgere di due settimane tutte le sue quattro vittorie nel circuito (sempre in slalom speciale), dalla prima del 20 dicembre a Val-d'Isère all'ultima del 5 gennaio a Bormio; a fine stagione risultò vincitrice della Coppa del Mondo di slalom speciale con 60 punti di vantaggio su Kristina Koznick e 6ª nella classifica generale. Prese inoltre parte ai XVIII Giochi olimpici invernali di Nagano 1998, classificandosi 12ª nello slalom speciale e non concludendo lo slalom gigante.		

### Stagioni 1999-2003
Gareggiò in slalom gigante e in slalom speciale anche ai Mondiali di Vail/Beaver Creek 1999 e di Sankt Anton am Arlberg 2001, completando soltanto lo slalom gigante di Sankt Anton (19ª). Alla sua ultima presenza olimpica, Nagano 1998, fu 7ª nello slalom gigante e 4ª nello slalom speciale.
Si congedò dalla Coppa del Mondo salendo per l'ultima volta sul podio, il 10 marzo 2002 ad Altenmarkt-Zauchensee (3ª in slalom speciale); prese ancora parte ad alcune competizioni minori (gare FIS, Campionati svedesi) fino al definitivo ritiro, avvenuto in occasione dello slalom speciale dei Campionati svedesi 2003, il 29 marzo a Vermdalen.

## Palmarès

### Coppa del Mondo
- Miglior piazzamento in classifica generale: 6ª nel 1998
- Vincitrice della Coppa del Mondo di slalom speciale nel 1998
- 12 podi:
  - 4 vittorie (in slalom speciale)
  - 2 secondi posti
  - 6 terzi posti

#### Coppa del Mondo - vittorie
| Data             | Località    | Paese   | Specialità |
| ---------------- | ----------- | ------- | ---------- |
| 20 dicembre 1997 | Val-d'Isère | Francia | SL         |
| 27 dicembre 1997 | Lienz       | Austria | SL         |
| 28 dicembre 1997 | Lienz       | Austria | SL         |
| 5 gennaio 1998   | Bormio      | Italia  | SL         |

Legenda:

SL = slalom speciale

### Coppa Europa
- Miglior piazzamento in classifica generale: 2ª nel 1995
- 9 podi (dati dalla stagione 1994-1995):
  - 4 vittorie
  - 3 secondi posti
  - 2 terzi posti

#### Coppa Europa - vittorie
| Data             | Località      | Paese    | Specialità |
| ---------------- | ------------- | -------- | ---------- |
| 13 gennaio 1995  | Rogla         | Slovenia | SL         |
| 6 marzo 1995     | Altaussee     | Austria  | GS         |
| 7 marzo 1995     | Altaussee     | Austria  | SL         |
| 11 febbraio 1997 | Crans-Montana | Svizzera | GS         |

Legenda:

GS = slalom gigante

SL = slalom speciale

### Nor-Am Cup
- 4 podi (dati dalla stagione 1994-1995):
  - 1 secondo posto
  - 3 terzi posti

### Campionati svedesi
- 13 medaglie (dati parziali):
  - 9 ori (supergigante nel 1991; slalom gigante nel 1992; slalom gigante nel 1993; slalom gigante nel 1994; slalom gigante, slalom speciale, combinata nel 1995; slalom speciale nel 1998; slalom speciale nel 2002)[2]
  - 2 argenti (slalom gigante nel 1996; slalom gigante nel 2002)[3]
  - 2 bronzi (slalom gigante nel 1997; slalom gigante nel 2001)[3]